# Campeonato Carioca de Futebol de 2017 - Série C
O Campeonato Carioca da Série C de 2017 foi a 11ª edição da quarta divisão do campeonato estadual de futebol profissional do Rio de Janeiro. A competição foi organizada pela Federação de Futebol do Estado do Rio de Janeiro (FERJ). O campeonato ocorreu entre os dias 30 de julho e 19 de novembro. 

## Regulamento
O regulamento da série C sofreu alterações. Nessa edição, 17 equipes disputarão o campeonato por 4 vagas a série B2 de 2018. Na Fase Principal as equipes vão se enfrentar em dois turnos e vão ser divididas em dois grupos (A e B). O primeiro turno será realizado com os confrontos dentro dos próprios grupos. No segundo turno, os grupos irão se enfrentar. Os vencedores de cada turno terão vagas garantidas na série B2 de 2018. Os 2º e 3º colocados de cada grupo irão se enfrentar para conseguir acesso a série B2 também.

## Critérios de desempate
1. Números de vitórias
2. Saldo de gols
3. Gols pró
4. Confronto direto
5. Menor número de cartões amarelos e vermelhos
6. Sorteio

## Participantes
| Equipe               | Cidade                 | Em 2016          | Estádio             | Capacidade | Títulos        |
| -------------------- | ---------------------- | ---------------- | ------------------- | ---------- | -------------- |
| 7 de Abril           | Rio de Janeiro         | -                | Jair Toscano        | 1 500      | 0 (não possui) |
| Brasileirinho [BRA]  | Rio de Janeiro         | -                | Rua Bariri          | 8 300      | 0 (não possui) |
| Casimiro de Abreu    | Casimiro de Abreu      | -                | Lourival Gomes      | 1 800      | 1 (2000)       |
| Campo Grande         | Rio de Janeiro         | 2º (T. Amistoso) | Alziro de Almeida   | 900        | 0 (não possui) |
| Campos [CAM]         | Campos dos Goytacazes  | -                | Ary de Oliveira     | 5 800      | 0 (não possui) |
| EC Resende           | Resende                | -                | Raulino de Oliveira | 18 230     | 0 (não possui) |
| Heliópolis [HEL]     | Belford Roxo           | -                | José de Alvarenga   | 4 000      | 0 (não possui) |
| Itaboraí Profute     | Mesquita               | 1º (T. Amistoso) | Joaquim Flores      | 500        | 0 (não possui) |
| Itaperuna            | Itaperuna              | -                | Aarão Garcia        | -          | 0 (não possui) |
| Miguel Couto         | Nova Iguaçu            | 3º (T. Amistoso) | Louzadão            | 6 000      | 0 (não possui) |
| Paduano              | Santo Antônio de Pádua | 5º (T. Amistoso) | Waldo Carneiro      | 850        | 0 (não possui) |
| Paraíba do Sul [PBS] | Paraíba do Sul         | -                | Marrentão           | 3 334      | 0 (não possui) |
| Pérolas Negras [PNE] | Paty do Alferes        | -                | Avelar              | 320        | 0 (não possui) |
| Riostrense [RIO]     | Rio das Ostras         | -                | Marrentão           | 3 334      | 0 (não possui) |
| Teresópolis          | Teresópolis            | 6º (T. Amistoso) | Antônio Savatonne   | 1 000      | 0 (não possui) |
| Tomazinho            | São João de Meriti     | 8º (T. Amistoso) | Marrentão           | 3 334      | 0 (não possui) |
| União de Marechal    | Rio de Janeiro         | 9º (T. Amistoso) | Joaquim Flores      | 500        | 0 (não possui) |

Notas
- CAM ^  O Campos disputou a Série A do Carioca esse ano em parceria com a equipe do Carapebus, mas a parceria acabou e o Carapebus ficou na Série B1 e o Campos participará da Série C.[5]
- PNE: ^  O Pérolas Negras se filiou provisoriamente a FERJ por um período de dois anos. Com isso, a equipe do Haiti, que representa a cidade de Paty do Alferes, poderá participar de competições profissionais e inscrever atletas haitianos.[6]
- RIO: ^  O Riostrense disputará a competição com uma parceria com a equipe do Recreio dos Bandeirantes. O Riostrense foi retirado da competição por abandono, após três W.O., tendo seus jogos com derrota de 3x0.[7]
- BRA: ^  O Brasileirinho retirou-se da competição, tendo seus jogos com derrota de 3x0.
- PBS: ^  O Paraíba do Sul foi retirado da competição por abandono, após três W.O., tendo seus jogos com derrota de 3x0.[8]
- HEL: ^  O Heliópolis foi retirado da competição por abandono, após três W.O., tendo seus jogos com derrota de 3x0.[9]

## Fase Principal

### Grupo A
| Pos | Time           | PG | J  | V  | E | D  | GP | GS | SG  |
| --- | -------------- | -- | -- | -- | - | -- | -- | -- | --- |
| 1   | Pérolas Negras | 38 | 16 | 12 | 2 | 2  | 35 | 9  | 26  |
| 2   | 7 de Abril     | 35 | 16 | 11 | 2 | 3  | 38 | 17 | 21  |
| 3   | Tomazinho      | 29 | 16 | 8  | 5 | 3  | 22 | 11 | 11  |
| 4   | Itaperuna      | 24 | 16 | 7  | 3 | 6  | 22 | 15 | 7   |
| 5   | Paduano        | 20 | 16 | 6  | 2 | 8  | 15 | 24 | -9  |
| 6   | Campo Grande   | 18 | 16 | 6  | 0 | 10 | 28 | 32 | -4  |
| 7   | Teresópolis    | 12 | 16 | 3  | 3 | 10 | 15 | 32 | -17 |
| 8   | Paraíba do Sul | 11 | 16 | 3  | 2 | 11 | 17 | 39 | -22 |

### Grupo B
| Pos | Time              | PG | J  | V  | E | D  | GP | GS | SG  |
| --- | ----------------- | -- | -- | -- | - | -- | -- | -- | --- |
| 1   | Campos            | 41 | 16 | 13 | 2 | 1  | 34 | 7  | 27  |
| 2   | Casimiro de Abreu | 38 | 16 | 11 | 5 | 0  | 30 | 10 | 20  |
| 3   | EC Resende        | 34 | 16 | 11 | 1 | 4  | 39 | 12 | 27  |
| 4   | Itaboraí Profute  | 32 | 16 | 9  | 3 | 4  | 32 | 18 | 14  |
| 5   | Miguel Couto      | 19 | 16 | 6  | 1 | 9  | 20 | 25 | -5  |
| 6   | União de Marechal | 10 | 16 | 3  | 1 | 12 | 15 | 34 | -19 |
| 7   | Heliópolis        | 6  | 16 | 1  | 3 | 12 | 9  | 44 | -35 |
| 8   | Riostrense        | 5  | 16 | 1  | 2 | 13 | 10 | 40 | -30 |
| 9   | Brasileirinho     | 0  | 16 | 0  | 0 | 16 | 0  | 48 | -48 |